# Conus emaciatus
Espèce
Statut de conservation UICN

 LC  : Préoccupation mineure
Conus emaciatus est une espèce de mollusques gastéropodes marins de la famille des Conidae.
Comme toutes les espèces du genre Conus, ces escargots sont prédateurs et venimeux. Ils sont capables de « piquer » les humains et doivent donc être manipulés avec précaution, voire pas du tout.

## Description
La taille de la coquille varie entre 30 mm et 69 mm. La coquille étroite présente une flèche conique déprimée, striée sur toute sa surface. Sa couleur est jaune clair et teintée de violet à la base.

## Distribution
Cette espèce marine est présente dans la Mer Rouge et dans le Pacifique tropical Indo-Ouest et au large des Philippines et de l'Australie (Queensland).

### Niveau de risque d’extinction de l’espèce
Selon l'analyse de l'UICN réalisée en 2011 pour la définition du niveau de risque d'extinction, cette espèce est largement distribuée et se trouve de la mer Rouge à la Polynésie française dans le Pacifique sud-ouest en passant par le centre de l'océan Indien. Cette espèce à très large répartition se trouve en abondance dans la plupart des régions de l'Indo-Pacifique tropical. Il n'y a pas de menaces majeures connues, elle est donc classée dans la catégorie préoccupation mineure.

## Taxonomie

### Publication originale
L'espèce Conus emaciatus a été décrite pour la première fois en 1849 par l'éditeur et naturaliste britannique Lovell Augustus Reeve (1814-1865) dans la publication intitulée « Conchologia Iconica, or, illustrations of the shells of molluscous animals »,.

### Synonymes
- Conus (Virgiconus) emaciatus Reeve, 1849 · appellation alternative
- Virgiconus emaciatus (Reeve, 1849) · non accepté

### Identifiants taxonomiques
- Ressources relatives au vivant :   - Australian Faunal Directory
  - Catalogue of Life in Taiwan
  - Global Biodiversity Information Facility
  - iNaturalist
  - Interim Register of Marine and Nonmarine Genera
  - SeaLifeBase
  - TAXREF (INPN)
  - Union internationale pour la conservation de la nature
  - World Register of Marine Species

Chaque taxon catalogué par les bases de données biologiques et taxonomiques possède un identifiant qui permet d'établir un point de référence. Les identifiants de Conus emaciatus dans les principales bases sont les suivants :
AFD : Conus_(Virgiconus)_emaciatus - BOLD : 344182 - CoL : XXC5 - GBIF : 5728340 - iNaturalist : 368422 - IRMNG : 10535584 - NCBI : 527119 - TAXREF : 91979 - UICN : 192342 - WoRMS : 215514

### Publication originale
- Reeve, L.A. 1849. Monographie du genre Conus, pls 4-9 dans Reeve, L.A. (ed). Conchologia Iconica. Londres : L. Reeve & Co. Vol. 1.